# Pronomi del greco antico
In linguistica, il pronome (dal latino pro-nomen, "al posto del nome") è una parte variabile del discorso che ha le seguenti funzioni:
- sostituire una parte del testo precedente;
- sostituire una parte del testo successivo;
- riferirsi a un elemento del contesto in cui si svolge il discorso, che viene sottinteso.

## Declinazione dei pronomi
Si identificano, nel greco antico, le categorie pronominali:
- personale
- riflessivo
- possessivo (con aggettivi)
- dimostrativo (con aggettivi)
- indefinito (con aggettivi)
- interrogativo (con aggettivi)
- relativo
- relativo indefinito e interrogativo indiretto
- reciproco

### Pronomi personali
Il pronome personale sta ad indicare qualcosa che riguarda la persona che compie o subisce l'azione; la flessione dei pronomi personali di I e II persona risulta dall'unione di forme derivanti da tre diversi temi:
- ἐμ-, ἡμ-, νω- per quello di I persona (singolare, plurale, duale)
- σ-, ὑμ-, σφω- per la II persona.

Il pronome della I persona può essere rafforzato dalla particella enclitica -γε (ἔγωγε: proprio io).
|            | 1º Persona | 1º Persona | 1º Persona | 2º Persona | 2º Persona | 2º Persona | 3º Persona | 3º Persona | 3º Persona                 |
| Singolare  | Duale      | Plurale    | Singolare  | Duale      | Plurale    | Singolare  | Duale      | Plurale    |                            |
| ---------- | ---------- | ---------- | ---------- | ---------- | ---------- | ---------- | ---------- | ---------- | -------------------------- |
| Nominativo | ἐγώ        | νώ         | ἡμεῖς      | σύ         | σφώ        | ὑμεῖς      | -          | σφωε       | σφεῖς                      |
| Genitivo   | ἐμοῦ, μου  | νῷν        | ἡμών       | σοῦ, σου   | σφῷν       | ὑμῶν       | οὗ, οὑ     | σφωιν      | σφῶν                       |
| Dativo     | ἐμοῖ, μοι  | νῷν        | ἡμῖν       | σοῖ, σοι   | σφῷν       | ὑμῖν       | οἷ, οἱ     | σφωιν      | σφίσι(ν), σφισι(ν), σφι(ν) |
| Accusativo | ἐμέ, με    | νώ         | ἡμᾶς       | σέ, σε     | σφώ        | ὑμᾶς       | ἕ, ἑ       | σφωε       | σφᾶς, σφας                 |

Le forme della terza persona erano in origine dei riflessivi (ricordiamo che in protoindoeuropeo il pronome personale di terza persona non esisteva) e la funzione riflessiva è conservata nelle forme accentate; quelle atone sono da considerarsi pronomi anaforici. Tuttavia, queste forme di terza persona sono usate molto raramente e, in loro sostituzione, quando non sono riflessive (se sì si usa il pronome riflessivo), in attico si preferiva usare:
- per il nominativo: οὗτος, αὕτη, τοῦτο ("questo") oppure ἐκεῖνος, ἐκείνη, ἐκεῖνο ("quello") o ancora, soprattutto in principio di frase, ὁ δέ, ἡ δέ, τὸ δέ.
- per tutti gli altri casi: αὐτός, αὐτή, αὐτό.

Nella lingua colloquiale, come pronome allocutivo della seconda persona si utilizza il nominativo di οὗτος, αὕτη, τοῦτο preceduto dall'interiezione ὦ: es. "῏Ω οὗτος" = "Ehi, tu!".

### Pronomi riflessivi
Il pronome riflessivo si utilizza quando gli effetti dell'azione ricadono, in modo diretto o indiretto, sul soggetto stesso (esempio io mi lavo = lavo me stesso). Un pronome personale non riflessivo non può essere utilizzato insieme ad un verbo coniugato alla stessa persona (ad es., λούω ἐμαυτόν è corretto, λούω με no); dal momento che nell'azione riflessiva l'oggetto (diretto o indiretto) è il soggetto stesso, questo pronome non possiede né nominativo né vocativo. Le prime due persone presentano solo il maschile e il femminile; la terza mostra tutti e tre i generi.
Da notare che questo pronome è formato, nel singolare, dalla radice del pronome personale all'accusativo (ἐμ-, σε-/σ-, ἑ-) più le forme di αὐτός; al plurale, tranne quello della terza persona, i due pronomi sono indipendenti.
- Prima persona

|            | Singolare m, f   | Plurale m, f             |
| Genitivo   | ἐμαυτοῦ, ἐμαυτῆς | ἡμῶν αὐτῶν               |
| Dativo     | ἐμαυτῷ, ἐμαυτῇ   | ἡμῖν αὐτοῖς, ἡμῖν αὐταῖς |
| Accusativo | ἐμαυτόν, ἐμαυτήν | ἡμᾶς αὐτούς, ἡμᾶς αὐτάς  |

- Seconda persona

|            | Singolare m, f                     | Plurale m, f             |
| Genitivo   | σεαυτοῦ (σαυτοῦ), σεαυτῆς (σαυτῆς) | ὑμῶν αὐτῶν               |
| Dativo     | σεαυτῷ (σαυτῷ), σεαυτῇ (σαυτῇ)     | ὑμῖν αὐτοῖς, ὑμῖν αὐταῖς |
| Accusativo | σεαυτόν (σαυτόν), σεαυτήν (σαυτήν) | ὑμᾶς αὐτούς, ὑμᾶς αὐτάς  |

### Pronome possessivo
| caso                 | singolare  | singolare | duale   | plurale  |       |
| -------------------- | ---------- | --------- | ------- | -------- | ----- |
| caso                 | nominativo | ἐγώ       |         | νώ, νῶϊ  | ἡμεῖς |
| genitivo             | ἐμοῦ       | μου       | νῷν     | ἡμῶν     |       |
| dativo               | ἐμοί       | μοι       | νῷν     | ἡμῖν     |       |
| accusativo           | ἐμέ        | με        | νώ, νῶϊ | ἡμᾶς     |       |
|                      |            |           |         |          |       |
| aggettivo possessivo | ἐμός       |           |         | ἡμέτερος |       |

| caso                 | singolare  | singolare | duale     | plurale   |       |
| -------------------- | ---------- | --------- | --------- | --------- | ----- |
| caso                 | nominativo | σύ        |           | σφώ, σφῶϊ | ῡ̔μεῖς |
| genitivo             | σοῦ        | σου       | σφῷν      | ῡ̔μῶν      |       |
| dativo               | σοί        | σοι       | σφῷν      | ῡ̔μῖν      |       |
| accusativo           | σέ         | σε        | σφώ, σφῶϊ | ῡ̔μᾶς      |       |
|                      |            |           |           |           |       |
| aggettivo possessivo | σός        |           |           | ῡ̔μέτερος  |       |

### Pronome dimostrativo
ὅδε; ἥδε; τόδε / τοῦδε; τῆσδε; τοῦδε "questo, questa, questa (cosa)" (maschile, femminile, neutro), questo pronome indica una persona o una cosa vicina a chi parla o qualcuno o qualcosa di cui si sta per parlare. Questo pronome si forma unendo l'articolo greco ὅ; ἥ; τό alla particella rafforzativa enclitica -δε.
La seconda forma del pronome dimostrativo οὗτος, αὕτη, τοῦτο si forma in due modi: 
- ουτο-/τουτο e αυτα-/ταυτα (derivati da una forma con σ iniziale poi caduto), usati per il nominativo singolare e plurale maschile e femminile; dal tema τουτο- derivano il maschile e il neutro, eccettuati i casi retti; da ταυτα- il femminile e i casi retti del neutro plurale.
- Seconda ipotesi: la declinazione del pronome deriverebbe dalle forme indoeuropee *του-, ταυ-, da cui deriverebbero le forme del pronome, con l'aggiunta dell'articolo e delle relative desinenze nel singolare, plurale e duale, usando poi la seconda declinazione per il maschile e neutro, e la prima decl. per il femminile.

Un'altra forma del pronome dimostrativo è ἐκεῖνος; ἐκείνη; ἐκεῖνο, che viene usato in posizione predicativa, e ha il significato di "quello" e talvolta "quell'illustre, quel famoso".
Pronomi in funzione di aggettivi (della I classe) dimostrativi, sono:
- τόσος, -η, -ον (tale, di tale quantità)
- τοῖος, -οία, -ῖον (tale)
- τηλίκος, -η, -ον (di tale età)

- τοσόσδε, τοσήδε, τοσόνδε (tanto grande) e si ripete la stessa declinazione con le altre forme τοῖος, -οία, -ῖον (tale); τήλικος, -η, -ον (di tale età)

- τοσοῦτος, αύτη, -oῦτον (tanto grande), e si forma nelle stesse maniere con τοῖος, -οία, -ῖον (tale); τήλικος, -η, -ον (di tale età).

### Pronome indefinito
La forma più frequente è τις, τι (un certo, un tale, qualcosa, qualcuno), si tratta di un pronome enclitico, e riceve l'accento d'enclisi a seconda dell'accento della parola che lo precede.
Ci sono altri pronomi indefiniti declinati in funzione di aggettivo: ἄλλος; ἄλλη; ἄλλο (altro), ἕτερος; ἑτέρᾱ; ἕτερον (usato spesso nel duale); ἕκᾰστος; ἑκᾰ́στη; ἕκᾰστον (ciascuno).
Nella negazione, per definire "nessuno - niente", si usa οὐδείς, οὐδεμίᾰ, οὐδέν, che è composto dagli avverbi negativi οὐδέ, μηδέ e dal numerale cardinale εἷς, μίᾰ, ἕν (uno, 1).

### Pronome interrogativo e relativo
Per il primo la forma frequente è τίς, τί (chi? che cosa? quale?), e la forma aggettivale può essere πόσος, -η, -ον (quanto grande?); viene sempre usato nelle proposizione interrogative dirette, dato che vuole per forza la domanda, a differenza dell'interrogativa indiretta.
Il pronome relativo è ὅς, ἥ, ὅ (il quale, la quale), come nel latino qui, quae, quod, le forme sono monosillabiche, hanno spirito aspro e accento; il relativo segue la declinazione pronominale con il neutro in -o determinato dalla caduta della dentale *δ finale. Può essere rafforzato dalla particella -περ, come ὅσπερ (il quale appunto). I pronomi aggettivi relativi più frequenti sono  οἶος; οἴᾱ; οἶον (quale) e ὅσος, ὅση, ὅσον.
I pronomi relativi indefiniti, o interrogativi indiretti si formano dall'uso base ὅστῐς; ἥτῐς; ὅτῐ (chiunque, chi, coloro che), costituito da un pronome relativo unito a quello indefinito, che gli conferisce la sfumatura di indeterminatezza; i due elementi di questo pronome (relativo  ὅς, ἥ, ὅ) + indefinito (τις sia in maschile che femminile e τι) si declinano separatamente nella declinazione stessa di ὅστῐς; ἥτῐς; ὅτῐ, ciò spiega l'accentazione apparentemente non conforme alle sue leggi, come nel genitivo singolare, perché i due elementi di parola sono considerati come distinti.
Il neutro plurale presenta anche la forma ᾰ̔́σσᾰ o anche ᾰ̔́ττᾰ con spirito aspro, forma ricorrente nell'epica greca.